# Агаджанян, Арцрун Князевич
Арцруни Князевич Агаджанян (арм. Արծրուն Ադաջանյան, 21 ноября 1955, Артик) — армянский политический и государственный деятель.

## Биография
Родился 21 ноября 1955 в городе Артик, армянин.
1979 — окончил Ереванский институт народного хозяйства. Экономист.
1979—1981 годы — призван и проходил службу в Советской армии.
1981—1986 годы — инструктор райисполкома Артикского района в Ширакской области Армении.
1986—1988 годы — директор трикотажной фабрики им. Хорома.
1994, апрель-август — участник обороны непризнанной НКР.
1988—1999 годы — заместитель директора чулочной фабрики Артикского района.
30 мая 1999 — избран депутатом парламента Армении второго созыва,1999 год, по округу 126. Член партии «Оринац еркир». Член парламентской фракции Фракция «Страна законности» («Оринац еркир»), во втором созыве представленной 8 депутатами. Член постоянной комиссии по социальным вопросам, здравоохранению и экологии.
2003—2007 годы — заместитель губернатора марза Ширак, в 2005—2006 — заместитель министра Министерства по труду и социальным вопросам.
23 апреля 2008 года — избран депутатом парламента Армении четвёртого созыва, 2007 год, по округу 118. Секретарь фракции «Оринац еркир» с 23 апреля 2008 по 23 марта 2011 года, в четвёртом созыве представленной 14 депутатами. В период 07.05.2008 — 21.08.2008 член Постоянной комиссии по экономическим вопросам. В период 21.08.2008 — 21.03.2011 член Постоянной комиссии по финансово-кредитным и бюджетным вопросам. В период 29.10.2010 — 21.03.2011 член Постоянной комиссия по экономическим вопросам. В период 02.02.2009 — 15.09.2009 член Временной комиссии по изучению событий, имевших место в городе Ереване 1-2 марта 2008 года, и их причин. Член Межпарламентской комиссии по сотрудничеству между Национальным Собранием Республики Армения и Палатой Представителей Республики Кипр.
23 марта 2011 г. сложил досрочно депутатские полномочия в 4 созыве.

## Семья
Женат, имеет четверых детей.